# Becudet de Kemp
El becudet de Kemp (Macrosphenus kempi) és un ocell de la família dels macrosfènids (Macrosphenidae)..

## Hàbitat i distribució
Habita els boscos de Sierra Leone, sud-est de Guinea, Libèria, Costa d'Ivori, Ghana i sud-oest de Nigèria.